# Toftir
Toftir is een dorp in de Faeröer behorende tot de gemeente Nes kommuna op het eiland Eysturoy en heeft 1210 inwoners. Toftir maakt deel uit van een ketting van dorpen die over een afstand van 10 kilometer langs de oostkant van het Skálafjørður liggen. Toftir heeft een voetbalclub die speelt onder de naam B68 (Tofta Ítróttarfelag). Op de heuvels boven Toftir ligt een sportstadion met de naam Á Svangaskarði. De postcode van Toftir is FO 650.